# 竹内自益
竹内 自益（たけうち じえき、1899年10月30日 - 1978年7月3日）は、日本の経営者。三重県出身。

## 経歴
1923年に慶應義塾大学経済学部を卒業し、同年4月に三井倉庫に入社。1947年1月に取締役に就任し、1952年5月に常務、1959年11月に専務、1965年5月に副社長を経て、1968年5月に社長に就任。1972年5月には会長に就任。
1978年7月3日心筋梗塞のために死去。78歳没。